# گلوتتیمید
گلوتتیمید (انگلیسی: Glutethimide) یک آرام بخش خواب آور است که برای درمان بی‌خوابی کاربرد دارد.